# Saint-Loup-en-Champagne
Saint-Loup-en-Champagne é uma comuna francesa na região administrativa de Grande Leste, no departamento das Ardenas. Estende-se por uma área de 15,77 km². Em 2010 a comuna tinha 340 habitantes (densidade: 21,6 hab./km²).